# Ritzing (Austria)
Ritzing es una localidad del distrito de Oberpullendorf, en el estado de Burgenland, Austria, con una población estimada a principio del año 2018 de 902 habitantes. 
Se encuentra ubicada en el centro del estado, al sur del lago Neusiedl y cerca de la frontera con Hungría.